# Városháza (Debrecen)
A Piac utcán áll Debrecen legjellegzetesebb építészeti emléke, a városháza klasszicista épülete.

## Története
A helyén 1531-ben épült igénytelen építményt évszázadokon át toldozgatták, végül  1802-re döntésre jutottak. Péchy Mihály készítette el az első terveket, ám a kivitelezésre kevés pénz gyűlt össze. A következő tervet Povolny Ferenc készítette el copf stílusban, de az ő munkája sem készülhetett el, végül Ságody József kamarai mérnök terveit fogadták el, aki Povolny elképzeléseit gondolta tovább. Az impozáns timpanonos-árkádos épület kulcsait 1843-ban vehette át a város. A klasszicizmus puritán ízlésének megfelelően egyetlen dísz ékesíti a timpanont: a város címere.
1849-ben az épületben lakott Kossuth Lajos a családjával, s itt volt a Honvédelmi Bizottmány hivatala is. A „titkos levéltár”-ban őrizték a magyar Szent Koronát a menekítése közben.
Az egyemeletes városházát 1888-ra kinőtte a város. Felvetődött, hogy új épület kivitelezése, ám a tervek – egyetértés és pénz híján – három évtizedre megpihentek. Az épületet átalakították, leegyszerűsített feljárót kapott, s az emellett addig nyitott árkádsorát lezárták fallal és ablakkal, mögötte helyiséggel kialakítva. A szomszédos adóhivatal épületével függőfolyosóval kötötték össze (ezt nevezik a helyiek a „sóhajok hídjának”).

## További információ
- Városháza- CívisGIStory